# Barra de direcciones
En un navegador web, la barra de direcciones es el elemento que muestra la URL actual. En ella, el usuario puede escribir una URL para navegar a la página web correspondiente. En la mayoría de navegadores modernos, la barra de direcciones también sirve para realizar búsquedas a través de algún motor determinado cuando lo que se introduce en ella no es una URL. Otros programas como los exploradores de ficheros también pueden tener una barra de direcciones, que funciona de forma análoga pero a través del sistema de ficheros.
Es habitual que las barras de direcciones ofrezcan funcionalidades como el autocompletado o sugerencias de búsqueda mientras se escribe. Algunos navegadores se basan en el historial del usuario para realizar estas funcionalidades. 

## Implementaciones de la barra de direcciones
Las siguientes secciones comparan las barras de direcciones para los navegadores más conocidos.